# Ice-T

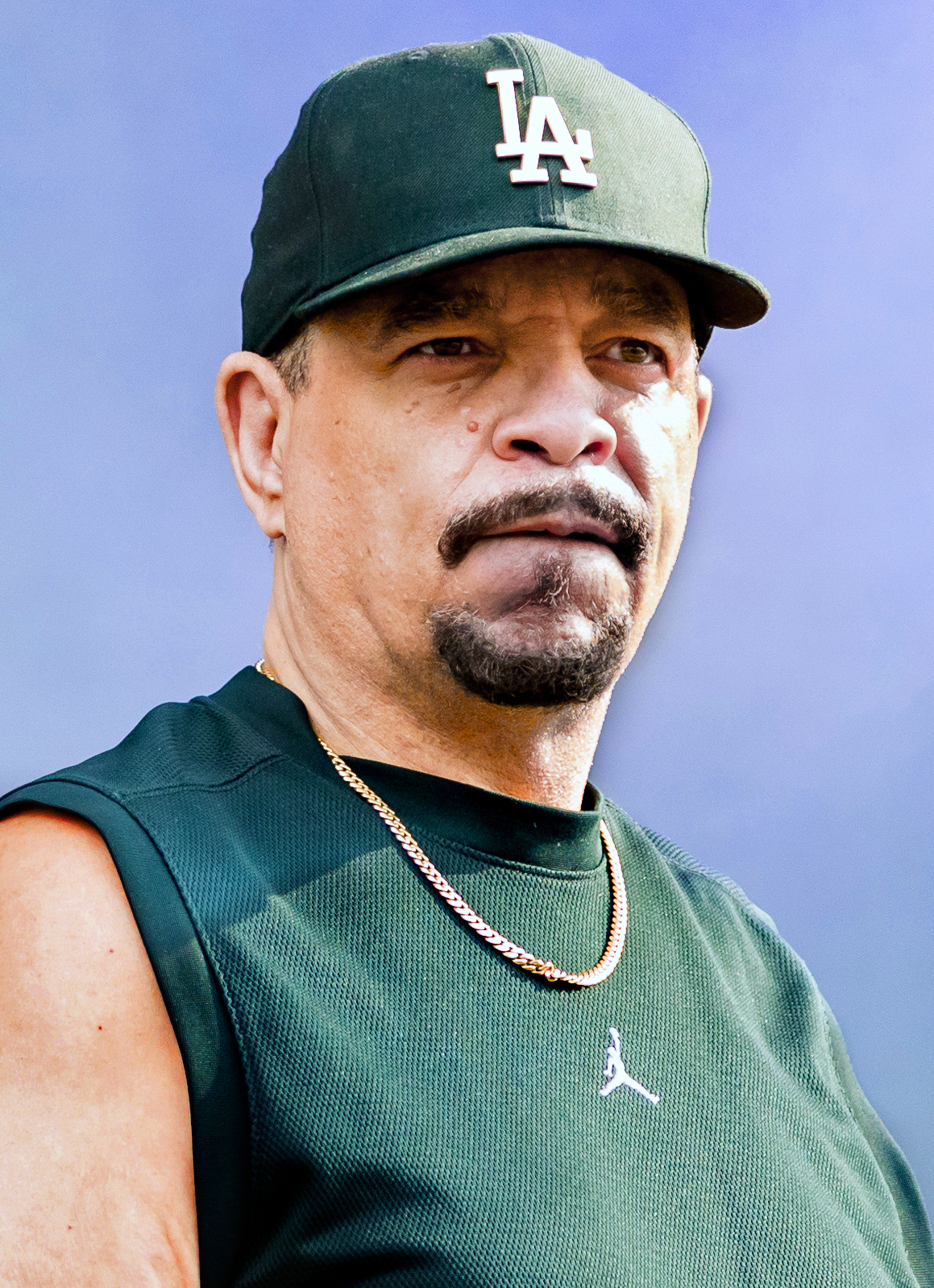
Ice-T (2019)

Ice-T (* 16. Februar 1958 in Newark, New Jersey; eigentlich Tracy Lauren Marrow) ist ein US-amerikanischer Rapper und Schauspieler. Neben seiner Hip-Hop-Solokarriere ist er auch als Frontmann der Metal-Band Body Count aktiv. Er ist zudem für seine langjährige Rolle in der Detektiv-Serie Law & Order: Special Victims Unit bekannt.

## Leben

### Musikalische Karriere

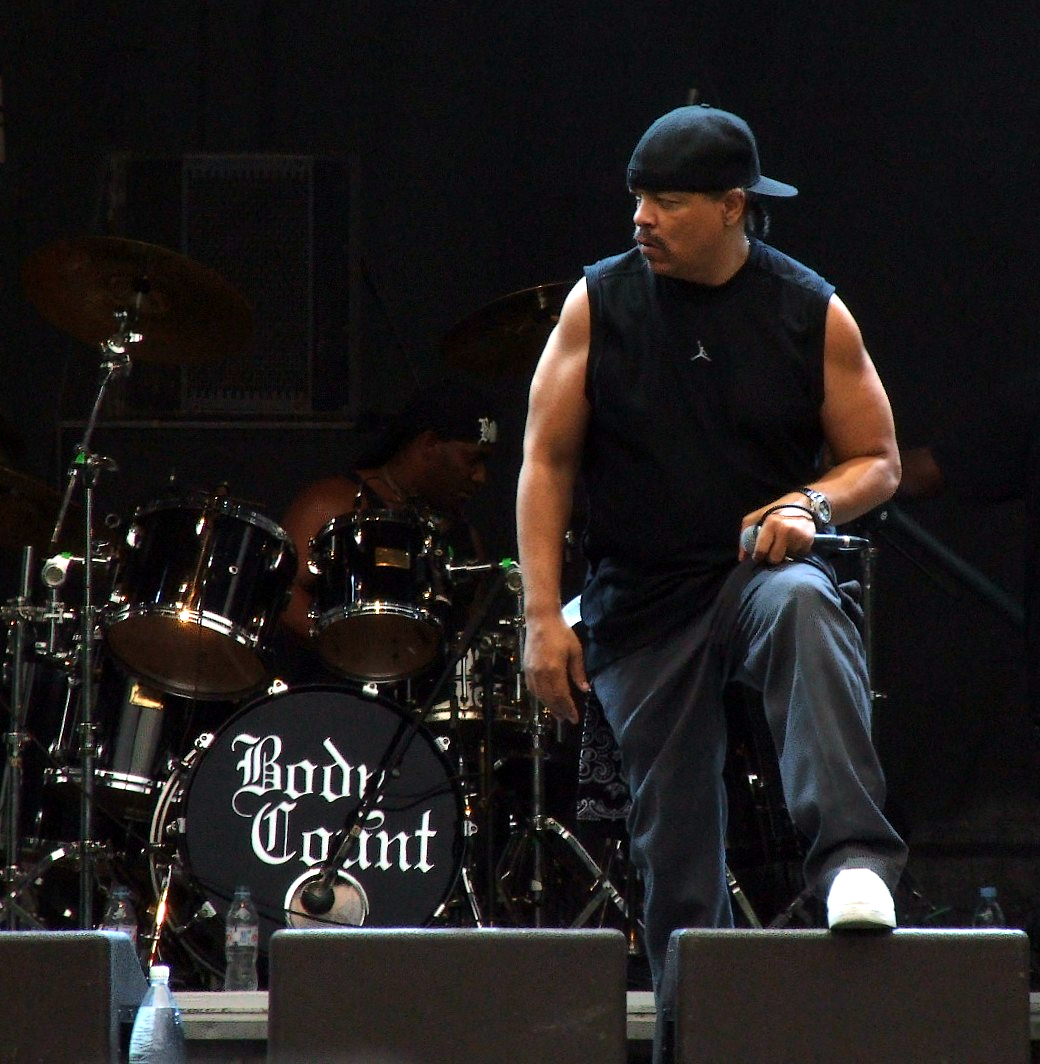
Ice-T bei einem Auftritt mit Body Count (2006)

Ice-T wurde in Newark geboren, wuchs jedoch in Los Angeles auf. Seine Karriere begann mit Statistenrollen in der Serie Fame – Der Weg zum Ruhm (1983) und den beiden Breakdance-Filmen Breakin’ und Breakin 2 – Electric Boogaloo (beide 1984). Angespornt durch seine Rolle als MC versuchte er sich als Rapper. Seinen Namen lehnte er an den seines Lieblingsautors Iceberg Slim an, von dessen Werk er stark beeinflusst wurde. Seine Themen spiegeln das Leben auf der Straße, in seinem Viertel und in Gangs wider. Er war einer der ersten Rapper, die den Lebensstil eines Pimp glorifizierten. Er gilt zudem als Pionier des Gangsta-Rap.
Trotz einiger Singles in den Jahren 1983–1986 erschien sein Debütalbum Rhyme Pays erst 1987. Produziert wurde es von Afrika Islam. Es verkaufte sich damals etwa 300.000 Mal. Der große Durchbruch gelang Ice-T allerdings erst mit dem Folgealbum Power und der Hitsingle I’m Your Pusher. Immer wieder äußerte er sich auch zu politischen Themen.
1990 gründete er die Heavy-Metal-Crossover-Band Body Count. Die Band machte vor allem durch das Lied Cop Killer auf sich aufmerksam. Zu Zeiten des Skandals um die Gewaltanwendung durch Polizisten gegen Rodney King und den sich daran anschließenden Krawallen von Los Angeles löste das Lied einige Kontroversen aus. Warner Brothers hielt dem Druck der Öffentlichkeit während der Vorbereitung auf Ice-Ts nächstes Album Home Invasion nicht stand. Sie entließen Ice-T aus seinem Vertrag, ferner wurde das Album durch zwei „weichere“ Tracks entschärft (Cop Killer wurde durch Freedom of Speech ersetzt). Dies ermöglichte ihm, seine eigene Plattenfirma Rhyme Syndicate aufzubauen.
Ice-T ist dafür bekannt, immer wieder mit anderen Künstlern zusammenzuarbeiten, die nicht aus dem Hip-Hop-Bereich stammen. So nahm er mit Slayer einen Song für den Soundtrack zum Film Judgment Night – Zum Töten verurteilt auf. Mit Jello Biafra veröffentlichte er den Song Freedom of Speech. Zusammen mit Six feet Under nahm Ice-T einen Song namens One Bullet Left auf. Des Weiteren ist er auf dem Album The truth hurts der Band Pro-Pain im Lied Put the lights out zu hören sowie zusammen mit Motörhead auf der Single Born to Raise Hell (Auskopplung des Airheads-Soundtracks) vertreten. Zu der Kompilation Rise Above: 24 Black Flag Songs to Benefit the West Memphis Three, einer Benefizplatte zu Gunsten der West Memphis Three, die vom ehemaligen Black-Flag-Sänger Henry Rollins zusammengestellt wurde, steuert er den Song Police Story bei. Ferner veröffentlichte er eine Coverversion von dem Prince-Song Head aus dessen Album Dirty Mind. Ice-T produzierte auch den Soundtrack zum im April 2011 veröffentlichten Third-Person-Shooter Gears of War 3. Er arbeitete ebenfalls mit anderen Rappern zusammen, wie mit Kool Keith unter dem Namen Analog Brothers und mit Smoothe the Hustler und Trigger the Gambler unter dem Namen SMG.

### Schauspielerkarriere

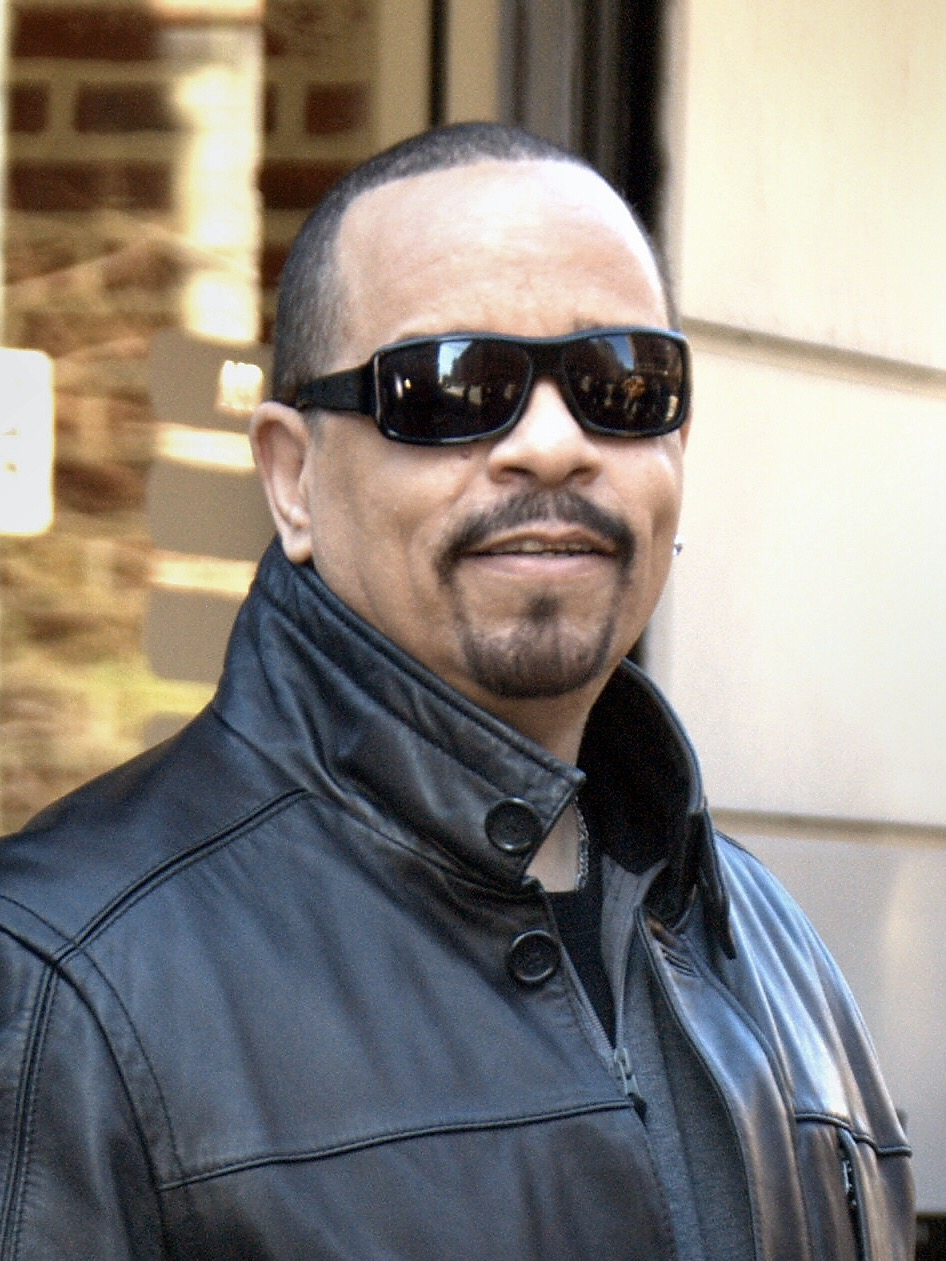
Ice-T (2011)

Seine Filmkarriere forcierte er ab 1991. Seitdem drehte er eine Reihe von Kinofilmen. In kurzer Folge drehte er New Jack City, Ricochet – Der Aufprall und Trespass. Seitdem steht er regelmäßig vor der Kamera, ohne dass seine Filme im deutschsprachigen Raum häufiger zu sehen sind. Er spielt vornehmlich Polizisten oder Gangster. Ab 1995 übernahm er auch Rollen in Fernsehserien. Mehrere Gastauftritte absolvierte er in New York Undercover und V.I.P. – Die Bodyguards, bevor er ab 2000 zur Stammbesetzung von Law & Order: Special Victims Unit wechselte. Bereits 1998 hatte er in dem Law-&-Order-Film Exiled eine Rolle übernommen.
Im Jahre 2000 lieh Ice-T seine Stimme dem Charakter Kain in dem PC-Spiel Sanity – Aikens Artifact von den Monolith Productions. Zudem komponierte er den Titelsong zum Spiel, der mit im Lieferumfang enthalten war. Des Weiteren lieh er seine Stimme im Jahre 2005 dem Rapper „Madd Dogg“ aus dem Spiel Grand Theft Auto: San Andreas.

### Privatleben
Er ist der Sohn von Solomon Marrow, einem Afroamerikaner, und Alice Marrow, einer hellhäutigen Kreolin. 
Seit Januar 2002 ist er mit der amerikanischen Schauspielerin und Erotikmodel Nicole „Coco“ Austin verheiratet. Am 28. November 2015 wurden die beiden Eltern einer Tochter.

## Diskografie

### Studioalben
| Jahr | Titel                                                     | Höchstplatzierung, Gesamtwochen, AuszeichnungChartplatzierungen (Jahr, Titel, Platzierungen, Wochen, Auszeichnungen, Anmerkungen) | Höchstplatzierung, Gesamtwochen, AuszeichnungChartplatzierungen (Jahr, Titel, Platzierungen, Wochen, Auszeichnungen, Anmerkungen) | Höchstplatzierung, Gesamtwochen, AuszeichnungChartplatzierungen (Jahr, Titel, Platzierungen, Wochen, Auszeichnungen, Anmerkungen) | Höchstplatzierung, Gesamtwochen, AuszeichnungChartplatzierungen (Jahr, Titel, Platzierungen, Wochen, Auszeichnungen, Anmerkungen) | Höchstplatzierung, Gesamtwochen, AuszeichnungChartplatzierungen (Jahr, Titel, Platzierungen, Wochen, Auszeichnungen, Anmerkungen) | Anmerkungen                                                    |
| Jahr | Titel                                                     | DE | AT | CH | UK | US | Anmerkungen                                                    |
| ---- | --------------------------------------------------------- | --- | --- | --- | --- | --- | -------------------------------------------------------------- |
| 1987 | Rhyme Pays                                                | — | — | — | — | US93 Gold · (27 Wo.)US | Erstveröffentlichung: 28. Juli 1987 Verkäufe: + 500.000        |
| 1988 | Power                                                     | — | — | — | — | US35 Platin · (33 Wo.)US | Erstveröffentlichung: 13. September 1988 Verkäufe: + 1.085.000 |
| 1989 | The Iceberg / Freedom of Speech… Just Watch What You Say! | — | — | — | UK42 (2 Wo.)UK | US37 Gold · (28 Wo.)US | Erstveröffentlichung: 10. Oktober 1989 Verkäufe: + 550.000     |
| 1991 | O.G. Original Gangster                                    | — | — | CH30 (1 Wo.)CH | UK38 Silber · (4 Wo.)UK | US15 Gold · (33 Wo.)US | Erstveröffentlichung: 14. Mai 1991 Verkäufe: + 610.000         |
| 1993 | Home Invasion                                             | DE20 (15 Wo.)DE | AT30 (5 Wo.)AT | CH24 (3 Wo.)CH | UK15 Gold · (7 Wo.)UK | US14 Gold · (11 Wo.)US | Erstveröffentlichung: 23. März 1993 Verkäufe: + 600.000        |
| 1996 | Ice-T VI: Return of the Real                              | DE40 (10 Wo.)DE | AT40 (1 Wo.)AT | CH19 (7 Wo.)CH | UK26 (3 Wo.)UK | US89 (4 Wo.)US | Erstveröffentlichung: 4. Juni 1996                             |
| 1999 | The Seventh Deadly Sin                                    | — | — | — | — | — | Erstveröffentlichung: 12. September 1999                       |
| 2006 | Gangsta-Rap                                               | — | — | — | — | — | Erstveröffentlichung: 31. Oktober 2006                         |

### Livealben
- 1993: Check This Out
- 2004: Gang Culture
- 2006: Live in Montreaux

### Kompilationen
- 1993: The Classic Collection
- 1996: Cold as Ever
- 1997: The Early Years
- 2000: Greatest Hits: The Evidence
- 2002: Westside
- 2008: The Pimp Penal Code
- 2014: Greatest Hits

### EPs
- 1998: What Really Goes On

### Singles als Leadmusiker
| Jahr | Titel Album                                                                 | Höchstplatzierung, Gesamtwochen, AuszeichnungChartplatzierungen (Jahr, Titel, Album, Platzierungen, Wochen, Auszeichnungen, Anmerkungen) | Höchstplatzierung, Gesamtwochen, AuszeichnungChartplatzierungen (Jahr, Titel, Album, Platzierungen, Wochen, Auszeichnungen, Anmerkungen) | Höchstplatzierung, Gesamtwochen, AuszeichnungChartplatzierungen (Jahr, Titel, Album, Platzierungen, Wochen, Auszeichnungen, Anmerkungen) | Anmerkungen                                    |
| Jahr | Titel Album                                                                 | CH | UK | US | Anmerkungen                                    |
| ---- | --------------------------------------------------------------------------- | --- | --- | --- | ---------------------------------------------- |
| 1988 | Colors Colors (O.S.T.)                                                      | — | — | US70 (7 Wo.)US | Erstveröffentlichung: 1988                     |
| 1988 | High Rollers Power                                                          | — | UK63 (2 Wo.)UK | — | Erstveröffentlichung: 1988                     |
| 1989 | Lethal Weapon The Iceberg/Freedom of Speech… Just Watch What You Say!       | — | UK98 (1 Wo.)UK | — | Erstveröffentlichung: 21. September 1989       |
| 1990 | You Played Yourself The Iceberg/Freedom of Speech… Just Watch What You Say! | — | UK64 (2 Wo.)UK | — | Erstveröffentlichung: 5. April 1990            |
| 1990 | Superfly 1990 The Return of Superfly (O.S.T.)                               | CH23 (4 Wo.)CH | UK48 (3 Wo.)UK | — | Erstveröffentlichung: 1990 mit Curtis Mayfield |
| 1991 | New Jack Hustler (Nino’s Theme) O.G. Original Gangster                      | — | — | US67 (8 Wo.)US | Erstveröffentlichung: 1991                     |
| 1993 | I Ain’t New Ta This Home Invasion                                           | — | UK62 (2 Wo.)UK | — | Erstveröffentlichung: 14. April 1993           |
| 1993 | That’s How I’m Livin’ Home Invasion                                         | — | UK21 (6 Wo.)UK | — | Erstveröffentlichung: 21. September 1993       |
| 1994 | Gotta Lotta Love Home Invasion                                              | — | UK24 (4 Wo.)UK | — | Erstveröffentlichung: 1994                     |
| 1996 | I Must Stand Ice-T VI: Return of the Real                                   | CH43 (3 Wo.)CH | UK23 (3 Wo.)UK | — | Erstveröffentlichung: 9. April 1996            |
| 1996 | The Lane Ice-T VI: Return of the Real                                       | — | UK18 (5 Wo.)UK | — | Erstveröffentlichung: 1996                     |

Weitere Singles
- 1983: The Coldest Rap / Cold Wind Madness
- 1983: Body Rock
- 1984: Killers
- 1984: Reckless
- 1985: Ya Don’t Quit
- 1986: Dog’n the Wax / 6 ’n the Mornin‘
- 1987: Make it Funky
- 1987: Somebody Gotta Do It
- 1988: I’m Your Pusher
- 1989: Heartbeat
- 1989: What Ya Wanna Do
- 1990: Dick Tracy
- 1991: O.G. Original Gangster
- 1991: Lifestyles of the Rich and Infamous
- 1991: Ricochet
- 1992: Trespass (mit Ice Cube)
- 1995: Big Gun
- 1999: Don’t Hate the Playa
- 1999: Always Wanted to Be a Hoe
- 2000: Money, Power, Women
- 2000: Pimping Ain’t Easy
- 2002: Police Story
- 2003: Get on Down (feat. Xzibit, Kurupt, Mac Mall & King T)
- 2006: Walking in the Rain

### Singles als Gastmusiker
| Jahr | Titel Album                          | Höchstplatzierung, Gesamtwochen, AuszeichnungChartplatzierungen (Jahr, Titel, Album, Platzierungen, Wochen, Auszeichnungen, Anmerkungen) | Höchstplatzierung, Gesamtwochen, AuszeichnungChartplatzierungen (Jahr, Titel, Album, Platzierungen, Wochen, Auszeichnungen, Anmerkungen) | Höchstplatzierung, Gesamtwochen, AuszeichnungChartplatzierungen (Jahr, Titel, Album, Platzierungen, Wochen, Auszeichnungen, Anmerkungen) | Höchstplatzierung, Gesamtwochen, AuszeichnungChartplatzierungen (Jahr, Titel, Album, Platzierungen, Wochen, Auszeichnungen, Anmerkungen) | Anmerkungen                                                                                              |
| Jahr | Titel Album                          | DE | AT | CH | UK | Anmerkungen                                                                                              |
| ---- | ------------------------------------ | --- | --- | --- | --- | --- |
| 1994 | Born to Raise Hell Airheads (O.S.T.) | — | — | — | UK47 (2 Wo.)UK | Erstveröffentlichung: November 1994 Motörhead feat. Ice-T und Whitfield Crane                            |
| 2003 | Beat of Life Beat of Life Vol. 2     | DE12 (9 Wo.)DE | AT52 (6 Wo.)AT | CH100 (1 Wo.)CH | — | Erstveröffentlichung: 2003 DJ Tomekk feat. Ice-T, Sandra Nasić, Trigga Tha Gambla und Smoothe Tha Hustla |

Weitere Gastbeiträge
- 1989: Alice (Hugh Harris feat. Ice-T)
- 1990: The Rhythm (Everlast feat. Ice-T, Donald D & Diva)
- 1991: Tip of the Iceberg (Black Uhuru feat. Ice-T)
- 1996: Africa Jam (Afrika Islam feat. Ice-T)
- 1998: The Real One (2 Live Crew feat. Ice-T)
- 1998: Suzy Rose (DJ Polo feat. Ice-T)
- 1998: Gettin’ It On (Players feat. Ice-T, Smoothe Da Hustler & Positive K)
- 2001: The World Is A Ghetto (Liroy feat. Ice-T)
- 2017: Arctic II (DJ Supreme feat. Ice-T & The Icepick)
- 2022: Night Stalkers (Megadeth feat. Ice-T)

### Weitere Kollaborationen und Produktionen
| Jahr | Interpretation                   | Titel                              | Album                                   |
| ---- | -------------------------------- | ---------------------------------- | --------------------------------------- |
| 1989 | Quincy Jones                     | Back on the Block                  | Back on the Block                       |
| 1990 | West Coast Rap All-Stars         | We’re All In the Same Gang         | Single                                  |
| 1993 | Slayer                           | Disorder                           | Judgment Night Soundtrack               |
| 1993 | 2Pac                             | Last Wordz                         | Strictly 4 My N.I.G.G.A.Z.              |
| 1994 | Pro-Pain                         | Put the Lights Out                 | The Truth Hurts                         |
| 1994 | South Central Cartel             | Gangsta Team                       | ’N Gatz We Truss                        |
| 1994 | Terminator X                     | Sticka                             | Super Bad                               |
| 1995 | Black Sabbath                    | The Illusion of Power              | Forbidden                               |
| 1995 | Murder Squad                     | No Peace                           | S.C.C. presents Murder Squad Nationwide |
| 1995 | V.A.                             | Where Ya At?                       | One Million Strong                      |
| 1997 | DJ Aladdin                       | Down with Us                       | $port Ya Vest In Tha West               |
| 1997 | DJ Aladdin                       | What Really Goes On                | $port Ya Vest In Tha West               |
| 1997 | Brotha Lynch Hung                | Secondz A Way                      | Loaded                                  |
| 1997 | Frost                            | Loco                               | When Hell A. Freezes Over               |
| 1997 | Laylaw                           | Your Hustle Ain’t On               | The Lawhouse Experience, Volume One     |
| 1997 | Spice 1                          | Recognize Game                     | The Black Bossalini                     |
| 1999 | Insane Clown Posse               | Dead End                           | Psychopathics from Outer Space          |
| 1999 | T.W.D.Y.                         | Shut Up                            | Lead the Way                            |
| 2000 | Analog Brothers                  |                                    | Pimp to Eat                             |
| 2001 | Fredro Starr                     | One Night                          | Firestarr                               |
| 2001 | Six Feet Under                   | One Bullet Left                    | True Carnage                            |
| 2001 | Guru                             | Underground Connections            | Baldhead Slick And Da Click             |
| 2001 | King Sun & Ice-T                 | Celph Titled (feat. Kool Mike Ski) | Single                                  |
| 2004 | Marc Live                        | Showbiz Shit                       | Validation: Attack of the Grunge        |
| 2004 | Marc Live                        | The Last Gangsters                 | Validation: Attack of the Grunge        |
| 2004 | SMG                              |                                    | Repossession                            |
| 2004 | Triple Seis                      | Coast 2 Coast                      | Time’ll Tell                            |
| 2006 | Icepick                          | Real Recognises Real               | Violent Epiphany                        |
| 2008 | Black Ice (Black Silver & Ice-T) |                                    | Urban Legends                           |
| 2008 | E-40                             | Earl                               | The Ball Street Journal                 |
| 2009 | Deams                            | Underground                        | The Legacy                              |
| 2012 | Blokkmonsta                      | Double OG                          | Roboblokk                               |
| 2014 | Upon a Burning Body              | Turn Down for What                 | Punk Goes Pop 6                         |
| 2019 | Callejon                         | Porn From Spain 3                  | Hartgeld im Club                        |
| 2024 | Alpha Wolf                       | Sucks 2 Suck                       |                                         |

### Videoalben
- 1989: The Iceberg Video (US: Gold)
- 1991: O.G. Original Gangster
- 2002: The Repossession Live
- 2005: Smokeout Festival Presents: Body Count and Ice-T

### Mit Body Count
→ siehe: Body Count/Diskografie

## Auszeichnungen für Musikverkäufe
| Goldene Schallplatte - Australien - 1995: für das Album Power - Kanada - 1989: für das Album Power - 1991: für das Album Freedom of Speech… Just Watch What You Say! - 1991: für das Album O.G. Original Gangster |

Anmerkung: Auszeichnungen in Ländern aus den Charttabellen bzw. Chartboxen sind in ebendiesen zu finden.
| Land/RegionAuszeichnungen für Musikverkäufe (Land/Region, Auszeichnungen, Verkäufe, Quellen) | Silber  | Gold       | Platin  | Verkäufe  | Quellen         |
| -------------------------------------------------------------------------------------------- | ------- | ---------- | ------- | --------- | --------------- |
| Australien (ARIA)                                                                            | —       | Gold1      | —       | 35.000    | aria.com.au     |
| Kanada (MC)                                                                                  | —       | 3× Gold3   | —       | 150.000   | musiccanada.com |
| Vereinigte Staaten (RIAA)                                                                    | —       | 5× Gold5   | Platin1 | 3.050.000 | riaa.com        |
| Vereinigtes Königreich (BPI)                                                                 | Silber1 | Gold1      | —       | 160.000   | bpi.co.uk       |
| Insgesamt                                                                                    | Silber1 | 10× Gold10 | Platin1 |           |                 |

## Filmografie (Auswahl)
- 1984: Breakin’
- 1984: Electric Boogaloo (Breakin’ 2: Electric Boogaloo)
- 1991: New Jack City
- 1991: Ricochet – Der Aufprall (Ricochet)
- 1992: Trespass
- 1994: Surviving the Game – Tötet ihn! (Surviving the Game)
- 1995: Tank Girl
- 1995: Vernetzt – Johnny Mnemonic (Johnny Mnemonic)
- 1997: Mean Guns – Knast ohne Gnade
- 1997: Spielplatz der Mörder (Below Utopia)
- 1997: Crazy Six
- 1997–1998: Players (Fernsehserie, 18 Folgen)
- 1998: Strafversetzt – Mord in Manhattan
- 1999: Stealth Fighter
- 1999: Judgement Day – Der jüngste Tag (Judgement Day)
- 2000: Shot Down (The Heist)
- 2000: Leprechaun 5: Leprechaun in the Hood
- 2000: The Replacement – Todeskommando Weißes Haus (The Alternate)
- seit 2000: Law & Order: Special Victims Unit (Law & Order: New York, Fernsehserie)
- 2001: Deadly Blaze (Ablaze)
- 2001: Gangland L.A. (Gangland)
- 2001: Crime is King (3000 Miles to Graceland)
- 2001: Air Rage – Terror in 30.000 Feet (Air Rage)
- 2003: Hood Rat (Tara)
- 2003: Crime Partners
- 2003: Stranded – Operation Weltraum (Stranded)
- 2010: Die etwas anderen Cops (The Other Guys, Stimme für Erzähler)
- 2013: Once Upon a Time in Brooklyn
- 2014: Chicago P.D. (Staffel 1, Folge 6)
- 2017: American Dad (Staffel 14, Folge 3)